# Garra litanensis
Garra litanensis är en fiskart som beskrevs av Vishwanath, 1993. Garra litanensis ingår i släktet Garra och familjen karpfiskar. IUCN kategoriserar arten globalt som sårbar. Inga underarter finns listade i Catalogue of Life.